# یانوش هادیک
یانوش هادیک (مجاری: Hadik János; ۲۳ نوامبر ۱۸۶۳ – ۱۰ دسامبر ۱۹۳۳) سیاستمدار اهل مجارستان بود. وی از ۳۰ اکتبر ۱۹۱۸ تا ۳۱ اکتبر ۱۹۱۸ نخست‌وزیر پادشاهی مجارستان بود.